# Stenetrium weddellensis
Stenetrium weddellensis là một loài chân đều trong họ Stenetriidae. Loài này được Schultz miêu tả khoa học năm 1978.